# Parthenodes hermeasalis
Parthenodes hermeasalis là một loài bướm đêm trong họ Crambidae.